# Kurt Adolff
Kurt Adolff  (ur. 5 listopada 1921 w Stuttgarcie, zm. 24 stycznia 2012) – niemiecki kierowca wyścigowy. W 1953 roku wystąpił w jednym wyścigu Formuły 1 o Grand Prix Niemiec, którego nie ukończył.

## Biografia
Adolff urodził się w Stuttgart w Niemczech w rodzinie, która prowadziła firmę tekstylną, i służył jako spadochroniarz podczas II wojny światowej. W latach 50. XX wieku startował w wyścigach Formuły 2, jeżdżąc samochodami napędzanymi silnikami BMW, odnosząc umiarkowane sukcesy, w tym drugie miejsce w wyścigu na lotnisku Munich-Riem. W 1953 roku brał udział w wyścigach za kierownicą Ferrari 500 i uczestniczył w Grand Prix Niemiec 1953, prowadząc Ferrari 500 Rudi Fischera dla zespołu Ecurie Espadon. Po kilku okrążeniach wycofał się z wyścigu, a następnie zrezygnował z wyścigów jednomiejscowych, aby skupić się na swoich interesach. Później odnosił pewne sukcesy w wyścigach górskich i samochodów turystycznych, startując w Jaguarze, a także pełnił funkcję konsula w Chile.